# Der Erbe des Hauses Farrington
Der Erbe des Hauses Farrington (Originaltitel: Give Me Your Heart) ist ein US-amerikanischer Spielfilm von Archie Mayo aus dem Jahr 1936 mit Kay Francis in der Hauptrolle.

## Handlung
Die verwickelte Handlung beginnt in England, wo die Amerikanerin Belinda Warren den verheirateten Adligen Robert Melford kennen- und lieben lernt. Belinda wird schwanger und Lord Melford überredet die junge Frau, das Kind in die Obhut von Rosamond Melford zu geben, der verkrüppelten Frau von Robert. Schweren Herzens lässt sich Belinda überreden, ihr Kind aufzugeben. Kurze Zeit später kehrt Belinda zurück nach Amerika, wo sie den sagenhaft reichen James Baker trifft. Eine Montage lässt die Handlung zwei Jahre springen und die Handlung setzt mit einer Schilderung des konfliktreichen Ehealltags zwischen Belinda und James wieder ein. Belinda, die emotional nie mit der Entscheidung, ihr Kind aufzugeben, zurechtgekommen ist, vermag ihre Probleme nicht mit James zu besprechen. Die Distanz zwischen beiden scheint unüberbrückbar. Da trifft Belinda plötzlich auf das Ehepaar Melford. Die beiden Frauen haben eine dramatische Auseinandersetzung und etwas unerwartet entdecken die beiden, wie sehr sie das Kind, um das sich der Konflikt rankt, gleich stark lieben. Mit der Übereinkunft zwischen den ehemaligen Rivalinnen, ab jetzt regelmäßig in Kontakt zu bleiben, geht Belinda zurück zu James und erklärt ihm endlich die Gründe für ihre jahrelangen seelischen Qualen.

## Hintergrund
Kay Francis war seit ihrem Wechsel von Paramount zu Warner Brothers der größte weibliche Star des Studios geworden. 1936 verdiente sie 227.000 US-Dollar und verdankte ihre Popularität Auftritten in Melodramen, die allerlei Liebeshändel und emotionale Verwicklungen zum Thema hatten. Ihre überwiegend weibliche Anhängerschaft bewunderte Francis für die Fähigkeit, auch die aufwühlendesten Situationen mit einer ruhigen Würde und emotionalen Zurückhaltung zu spielen. Daneben sorgte das Studio eifrig dafür, dass die Schauspielerin mindestens alle drei Minuten ein neues, spektakuläres Ensemble vorführte. Francis’ Image als Glamour Queen wurde 1936 noch durch ihre Wahl zur bestgekleideten Frau Amerikas untermauert.
Die Wahl von Give Me Your Heart, das auf dem populären Theaterstück Sweet Aloes basierte, mit dem unter anderem Diana Wynyard in 476 Aufführungen in London Erfolge feierte, war insoweit nur folgerichtig, als es alle Bestandteile für einen Francis-Film hatte: Liebesprobleme, uneheliche Kinder, romantische Verwicklungen in der besten Gesellschaft, eine selbstbewusste Heldin, zahlreiche Gelegenheiten für aufwändige Garderoben und ein Happy End. Der Fokus der Handlung auf Mutterliebe und die nicht endenwollende Aufopferungsbereitschaft zugunsten einer besseren Zukunft des eigenen Kindes stand in Tradition von Madame X, The Life of Vergie Winters und The Secret of Madame Blanche.
Give Me Your Heart stellt eine gewisse Abwandelung dar, als es am Ende ein Happy End für Francis in den Armen eines verständnisvollen Millionärs gibt. Trotz ihres unbestreitbaren Erfolges an der Kinokasse war Kay Francis nicht die erste Wahl für die Verfilmung des Stoffes. Das Studio hatte zunächst, wenn auch vergeblich versucht, Claudette Colbert oder Ann Harding für die Rolle zu begeistern. Louella Parsons, eine gute Freundin von Kay Francis, lud sie und George Brent ein, die Schlüsselszenen aus dem Film in Parsons populärer Radioshow Hollywood Hotel zu wiederholen. Der Erfolg des Streifens an der Kinokasse brachte Francis nicht nur einen neuen Vertrag ein, der ihr wöchentliches Gehalt auf 5.250 Dollar steigen ließ. Er legte auch das Muster für die nächsten Filme fest, die nach Francis eigenen Worten aus „nichts als Tränen und Mode“ bestanden.
Der Film wurde von Cosmopolitan Productions produziert, die von William Randolph Hearst zunächst exklusiv für die Herstellung von Filmen mit Marion Davies gegründet wurde und Mitte 1935 mit dem Wechsel von Davies von MGM zu Warner Brothers jetzt hier einige Filme herstellte. In England wurde der Film unter dem Titel des zugrundeliegenden Stück als Sweet Aloes in den Verleih gebracht.

## Kritiken
Die Kritiker waren sehr wohlwollend mit dem Film und der zurückhaltenden Art von Kay Francis Darstellung.
In der New York Times schrieb Frank S. Nugent in seiner Rezension vom 17. September 1936:

„[Hier kommt ein reifes] und anspruchsvolles Drama über Mutterliebe und angewandte Psychiatrie. Diesmal ist es Kay Francis […] die als Belinda von schrecklichen Erinnerungen und lähmenden Selbstvorwürfen geplagt wird. […]  Miss Francis, wie immer mit phantastischer Garderobe und ihren üblichen Problemen mit der Aussprache ihrer "r"s, spielt Belinda mit Würde und Zurückhaltung.“

In der Fachzeitschrift Film Daily war zu lesen:

„[Das Thema] ist mit gutem Geschmack und Intelligenz auf die Leinwand gebracht worden. Kay Francis hat eine starke, emotionale Rolle und sie ist ungewöhnlich gut darin.“

Photoplay, eines der damals einflussreichsten Magazine, befand sehr wohlwollend:

„[Der Film] erweist sich als perfekt für das dramatische Talent von Kay Francis […] ihre dramatischen Fähigkeiten und ihre Schönheit zusammen bilden ein perfektes Resultat.“

Etwas kritischer war Time, wo auf die fragwürdige Moral der Geschichte hingewiesen wurde.

„‚Give Me Your Heart‘ zeigt Kay Francis, die die Freuden einer verbotenen Romanze genießt. Nachdem sie den Bastard eines englischen Aristokraten zur Welt bringt, reist sie luxuriös nach New York und heiratet einen Millionär.“

## Kinoauswertung
Die Produktionskosten lagen mit 436.000 US-Dollar im Schnitt, den das Studio für einen Kay-Francis Film investierte. An der Kinokasse war Give Me Your Heart sehr populär und spielte in den USA die vergleichsweise hohe Summe von 633.000 US-Dollar ein, zu denen weitere 402.000 US-Dollar von den Auslandsmärkten kamen. Ein Gesamteinspielergebnis von 1.035.000 US-Dollar machte aus Give Me Your Heart einen der finanziell erfolgreichsten Filme von Francis.